# 三橋義雄
三橋 義雄（みはし よしお、1894年（明治27年）2月15日 - 1965年（昭和40年）11月15日）は、昭和期の日本の体育教育者。実兄の三橋喜久雄とともに、日本の学校体育・体操に功績を残した。学生時代には陸上選手（円盤投・十種競技）としても活躍した。

## 生涯
鳥取県気高郡（現在の鳥取市）生まれ。三橋喜久雄は5歳年長の実兄。
鳥取師範学校（鳥取大学の前身）で学び、1914年（大正3年）に卒業。在学中はさまざまなスポーツに打ち込んだ。卒業後、東伯郡成徳小学校（現在の倉吉市立成徳小学校）訓導となるが、同年7月に現役兵として召集され、6週間の軍隊生活を送った。その後、小学校を休職して東京高等師範学校（東京高師）体操科に入学した。
1917年（大正6年）、東京高師体操専修科を卒業。修身科と体操科の中等教員免許状を受領し、千葉県師範学校（千葉大学の前身）教諭となる。師範学校として3年間務め、指導法の研究にあたったが、より一層の研鑽を感じて東京高師研究科に入学した。1921年（大正10年）に研究科を卒業するものの、再度研究科2か年課程に入学する。東京高師在学中には永井道明や実兄の喜久雄の薫陶を受け、陸軍戸山学校にも練習生として通った。当時、学校教育において「体操」をいかに教授するかについては教育界で激しい議論があり、永井は「スウェーデン体操」を推進していた（この論争については永井道明の項目を参照）。
1921年（大正10年）の第5回極東選手権競技大会（上海）に十種競技で出場した。
1921年（大正10年）12月、永井道明が主導して「大日本体育同志会」が結成されると、兄の喜久雄らとともに参加した。
1923年（大正12年）には東京高師研究科を卒業。東京市に勤務して社会教育課体育掛長などを務め、1926年（大正15年）には東京市視学を兼任して小学校の体操授業の指導にあたることとなった。また、1927年（昭和2年）には欧米出張を命じられ、各国の体育教育を視察した。
『日本スポーツ人名辞典 昭和8年版』発刊（1933年）時点では全日本体操連盟（日本体操協会の前身）理事も務めていた。
1939年（昭和14年）、東京市教育局体育課体育掛長を退職。公立実業学校や東京市立神田高等家政女学校の校長を務める。一時官吏として復帰して体力課長などを務めるが、1943年（昭和18年）に依願退職し、財団法人日本体育会副部長として終戦を迎えた。
第二次世界大戦後は、早稲田大学高等師範部講師などを務めた後、1949年に成城学園中学校講師となる。1950年には成城大学講師、1951年には成城大学教授に任命された。1953年には成城大学学生部体育保健部長に任じられ、その後高等学校・中学校教諭を兼務した。1964年に定年退職するまで、成城学園全体の体育教育を統括した。